# Rasheed Sulaimon
Rasheed Wesley Sulaimon (Houston, Texas, 9 de marzo de 1994) es un baloncestista estadounidense que pertenece a la plantilla del KK Budućnost de la ABA Liga. Con 1,93 metros de estatura, juega en la posición de escolta.

## Trayectoria deportiva

### Universidad
Tras disputar en 2012 el prestigioso McDonald's All-American Game, jugó  en el Strake Jesuit College Preparatory y tres temporadas con la Universidad de Duke, en las que promedió 10,0 puntos, 2,7 rebotes y 2,0 asistencias por partido. En su primera temporada fue incluido en el mejor quinteto de rookies de la Atlantic Coast Conference tanto por los entrenadores como por la prensa. Sin embargo, al finalizar su tercera temporada, se convirtió en el primer jugador en ser despedido por el entrenador Mike Krzyzewski en toda su carrera.
Fue transferido a los Terrapins de la Universidad de Maryland, donde jugó su temporada sénior en la que promedió 11,3 puntos, 3,5 rebotes y 3,5 asistencias por partido.

### Profesional
Tras no ser elegido en el Draft de la NBA de 2016, se unió a los Chicago Bulls para disputar las Ligas de Verano. El 7 de septiembre firmó con los Charlotte Hornets, pero fue despedido antes del comienzo de la temporada, tras aparecer en cuatro partidos de preparación. El 31 de octubre fichó por los Greensboro Swarm de la NBA D-League como jugador afiliado de los Hornets.
En 2017 ficha por el JDA Dijon francés, club al que regresó en 2019 tras una temporada defendiendo los colores de equipo galo de Metropolitans 92. 
El 3 de julio de 2020 se oficializa su fichaje por dos temporadas por parte del Casademont Zaragoza.
El 1 de julio de 2021, firma por el JL Bourg Basket de la Pro A francesa.
El 15 de julio de 2022 fichó por el Konyaspor de la Basketbol Süper Ligi (BSL) turca.
[actualizar]
El 24 de junio de 2024 fichó por el KK Budućnost de la ABA Liga.

## Selección nacional
Fue parte del combinado juvenil estadounidense que disputó y ganó el Campeonato FIBA Américas Sub-18 de 2012.
Al año siguiente disputó y ganó el oro en el Mundial Sub-19 celebrado en la República Checa.